# Karl Fischer (Politiker, 1904)

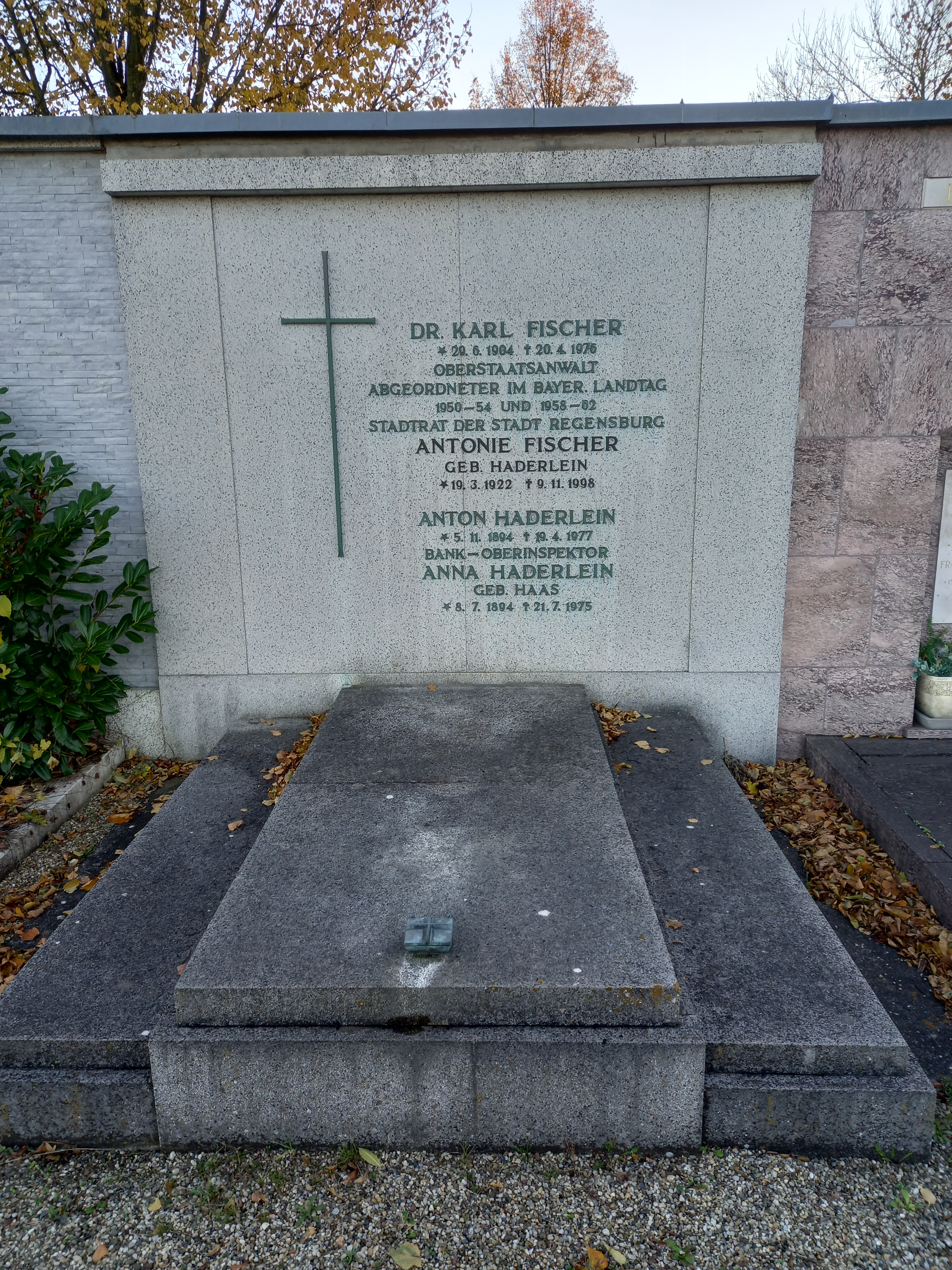
Das Grab von Karl Fischer und seiner Ehefrau Antonie geborene Haderlein im Familiengrab der Schwiegereltern auf dem Unteren Katholischen Friedhof Regensburg

Karl Fischer (* 29. Juni 1904 in Speyer; † 20. April 1976 in Regensburg) war ein deutscher Politiker der BVP und der CSU. Von 1950 bis 1954 und erneut von 1958 bis 1962 gehörte er dem Bayerischen Landtag als Abgeordneter an.

## Leben und Beruf
Fischer besuchte sowohl das Alte als auch das Neue Gymnasium in Regensburg. Nach seinem Abitur studierte er Rechts- und Staatswissenschaften an den Universitäten München und Erlangen. Seit 1923 war er Mitglied der katholischen Studentenverbindung KDStV Radaspona (Regensburg) München und später wurde er noch Mitglied der KDStV Rupertia Regensburg und der KDStV Vindelicia München, alle im CV. 1929 begann er als Referendar, 1933 schloss er die große Staatsprüfung für den höheren Justiz- und Verwaltungsdienst in Bayern ab. Seine Promotion legte er mit einer Arbeit aus dem Arbeitsrecht ab. Daraufhin war er zunächst als Rechtsanwalt tätig, vorübergehend arbeitete er in Karlsbad. 1940 wechselte er in die Justiz, 1944 stieg er zum Amtsgerichtsrat auf. Seine Tätigkeit wurde jedoch beeinträchtigt, als er 1942 als Soldat in den Zweiten Weltkrieg zog. Er geriet in Kriegsgefangenschaft, aus der im August 1945 entlassen wurde. Seit dem 1. Juni 1948 war er am Amtsgericht Regensburg beschäftigt. Zuletzt war er Oberlandesgerichtsrat und Oberstaatsanwalt am Oberlandesgericht München.

## Politik
Politisch war Fischer zunächst in der Bayerischen Volkspartei aktiv, bis er 1933 in Schutzhaft genommen wurde. Nach dem Krieg trat er in die CSU ein, 1952 wurde er zum Vorsitzenden des CSU-Kreisverbandes Regensburg gewählt. Daneben war er Ehrenvorsitzender der Regensburger Jungen Union sowie Ehrenmitglied des Verbandes der Heimkehrer. Von 1948 an war er Mitglied des Regensburger Stadtrats.
Bei der Landtagswahl 1950 gewann Fischer das Direktmandat im Stimmkreis Regensburg-Stadt und zog so in den Landtag ein. Dort war er Vorsitzender des Ausschusses „Bayern Pfalz“ sowie des Untersuchungsausschusses zur Prüfung der Vorgänge im Landesentschädigungsamt. Bei der Wahl 1954 verlor er das Direktmandat an Rudolf Schlichtinger (SPD) und schied so aus dem Landtag aus. Bei der Wahl 1958 konnte er das Direktmandat jedoch zurückerobern und in den Landtag zurückkehren, wo er unter anderem dem Beirat zur Wiedergutmachung beim Landesentschädigungsamt angehörte. Nach der Wahl 1962 schied Fischer endgültig aus dem Landtag aus.

## Ehrungen
1975 wurde ihm die Silberne Bürgermedaille der Stadt Regensburg verliehen.